# Cartoucherie de Bourg-lès-Valence

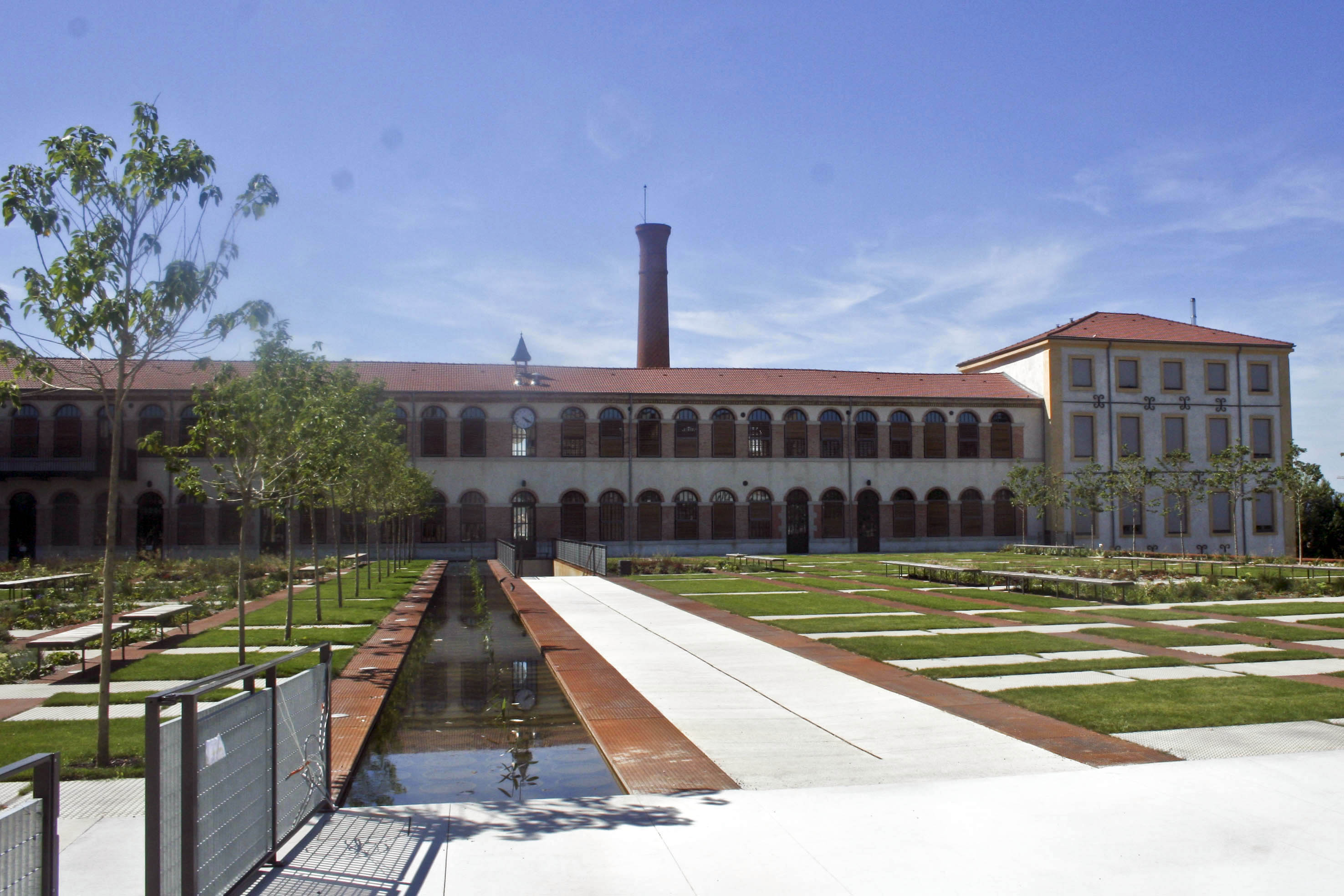
Jardin et bâtiment principal.

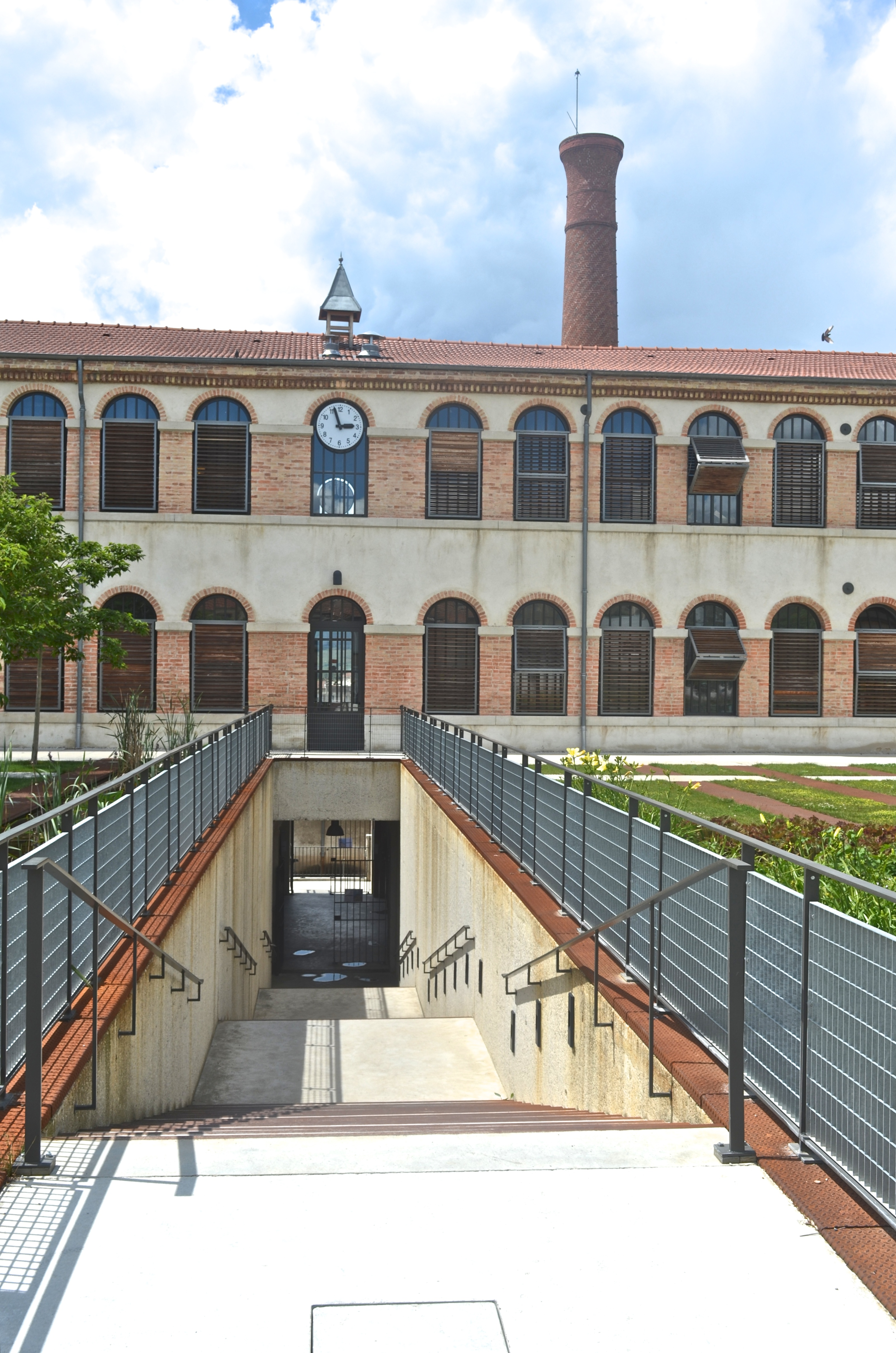
Partie centrale.

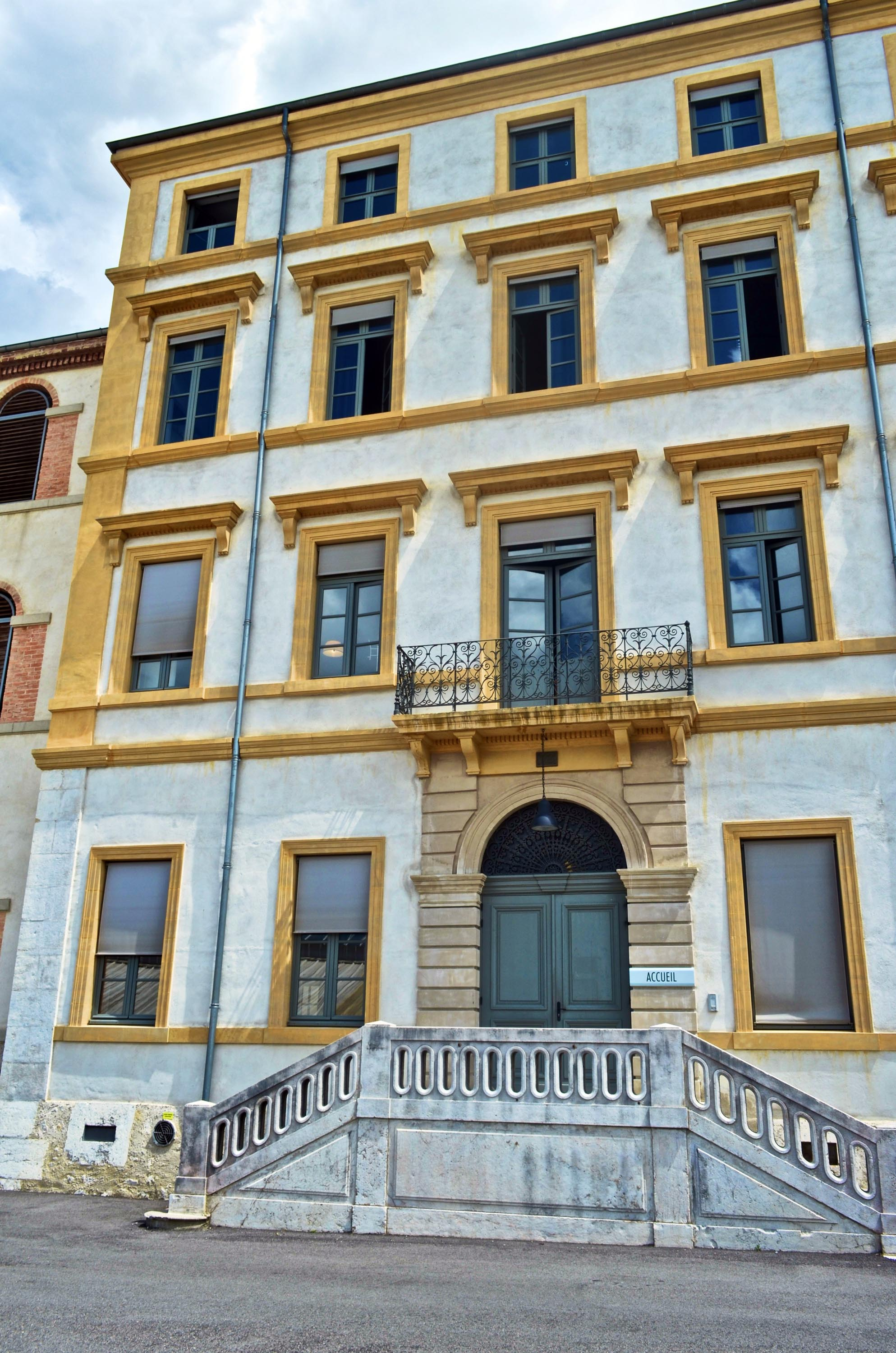
L’entrée.

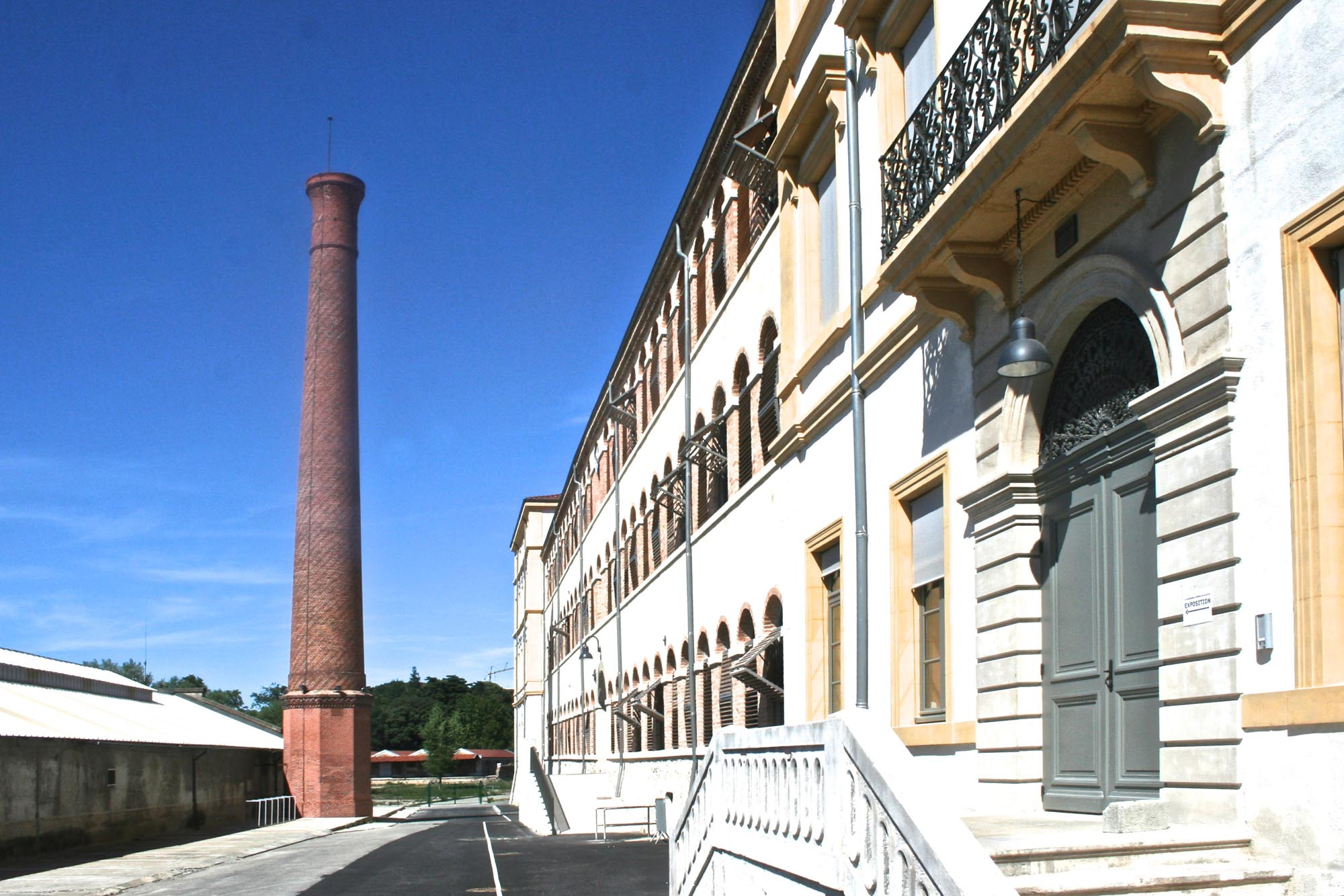
La façade Ouest et la cheminée.

La cartoucherie de Bourg-lès-Valence (Drôme) est un ancien ensemble architectural industriel, d’abord usine textile, puis cartoucherie nationale, qui abrite aujourd’hui diverses entreprises consacrées à l’image, au cinéma et à l’animation.

## Histoire

### 1855-1866: usine textile
En 1855, l’industriel Noël Sanial achète un domaine de 12 ha au quartier de Chony, le « Moulin rouge », qui comporte une ferme, des terres agricoles et des sources. Il y édifie une grande usine textile, un grand quadrilatère de bâtiments en briques, avec pavillons de pierre sur deux angles. Les charpentes sont apparentes et l’espace intérieur, sans cloisons, ne comporte que des planchers soutenus par des colonnes de fonte.
Cette usine destinée au traitement de la soie et du coton, afin de fabriquer des indiennes, mouchoirs, tapis, châles. Jusqu’à 900 ouvriers y travaillent et un certain nombre vivent probablement sur place, sans que l’on soit en présence d’un véritable phalanstère, bien que Noël Sanial soit inspiré par les idées fouriéristes. L’entreprise fonctionne pendant quelques années, mais subit la crise de la sériciculture, puis la guerre de Sécession des États-Unis met à mal l’approvisionnement en coton. Après deux incendies, en 1858 et 1862, où la manufacture doit s’arrêter, Noël Sanial, endetté auprès de l’État, se déclare en faillite en 1866.

### 1874-1964: cartoucherie
Après la guerre de 1870, les arsenaux français subissent une grande réorganisation. L’armement a évolué : aux cartouches en carton ont succédé les cartouches en laiton, comme celles qui équipent le fusil Gras. En 1874, l'État rachète les bâtiments pour y établir une cartoucherie nationale. Des aménagements et de nouveaux bâtiments sont ajoutés à la fin du XIXe siècle. On construit une gare reliée à la ligne Valence-Grenoble par où transitent les productions de l'usine. Les munitions sont estampillées VE (Valence). Pendant la guerre de 1914-1918, l'établissement est encore agrandi. De 450 employés avant 1914, l'effectif passe à 3 000, majoritairement féminins. Au plus fort de son activité, à la veille de la Seconde Guerre mondiale, la cartoucherie fait travailler jusqu'à 4 000 employés.
L'armistice de 1940 privant la France de toute production militaire, l'effectif de la cartoucherie tombe à 800 employés : les machines destinées à fabriquer les cartouches sont mises sous scellés. De ce fait, le personnel se trouve majoritairement hostile à la politique du gouvernement de Vichy. Des mouvements de résistance s'y organisent, d'autant que le directeur lui-même, le général Henri Eugène Cabotse (1887-1944), est membre d'un réseau de résistance.
En octobre 1942, des carabiniers italiens occupent la cartoucherie, mais ne peuvent empêcher les résistants de s'emparer d'un stock de cartouches et, quelque temps après, le directeur requiert des ouvriers pour mettre en lieu sûr, en utilisant la voie ferrée Decauville, un stock de plaques d’aciers spéciaux. Le 6 décembre 1943, une quinzaine de Résistants s'empare d'une tonne d'armes. Malgré le rapport du directeur qui couvre les employés, quatre d'entre eux sont arrêtés, l'un d'eux est relâché, et les trois autres, déportés à Buchenwald, en reviendront très affaiblis.

### 1964-1990: de SOGEV à HBS
Après un regain dû à la guerre d’Indochine, l’activité de la cartoucherie cesse en 1964. Parmi les 300 derniers employés d’État de la cartoucherie, un tiers est embauché par la SOGEV, filiale de la société Thomson, tandis que les autres sont mutés sur d’autres sites ou partent en retraite anticipée. Les activités sont dorénavant axées sur d’autres secteurs : la SOGEV (Société générale du vide) travaille, comme son nom l’indique, sur toutes les applications du vide en concevant et réalisant du matériel de pompage et de détection de fuites, avec des applications dans le domaine spatial et dans la production d’énergie nucléaire. Pendant plusieurs années, la SOGEV poursuit une fabrication de cartouches et crée divers ateliers de plastique et de chaudronnerie. La SOGEV passe des contrats avec le commissariat à l'Énergie atomique avec la construction du complexe nucléaire de Pierrelatte. De nouveaux bâtiments industriels sont construits à l’ouest de l’ancienne manufacture.
En décembre 1970, les activités « vide » non liées au nucléaire sont détachées, ce qui amène la création de la SOGEME (société générale d’études mécaniques et électriques). 
La SOGEME produit des éléments électroniques pour IBM, des éléments pour le cyclotron du CERN à Genève, des antennes de radar, des machines à trier le courrier. Ses travaux sur les têtes d’impression à jet d’encre pour le fax seront ensuite développées par la société IMAJE. La SOGEME passe ensuite sous le contrôle de Thomson, puis HBS (Hotchkiss Brandt Sogeme). HBS poursuit son activité dans le matériel de traitement du courrier, dans les anciens locaux de la cartoucherie puis dans des locaux industriels construit dans les années 1980 dans la partie basse du site. Changeant de nom et d'actionnaire (Alcatel Postal Automation System, Mannesmann Dematic Postal Automation, Solystic (Northrop Grumann) ) l'entreprise quittera son site bourcain pour un nouveau bâtiment au parc du Rovaltain en 2020 mettant fin à l'activité industriel dans le site de la cartoucherie. 
La municipalité de Bourg-lès-Valence rachète le site en 1993. 
Le site est inscrit à l’inventaire supplémentaire des bâtiments historiques en février 2003.

### 2009: Cour des Images
À l’initiative de Jacques-Rémy Girerd, créateur de Folimage, qui cherche de nouveaux locaux, la cartoucherie est rénovée par l'agence Phillipe Prost, associé à David Besson-Girard paysagiste auteur du jardin et de ses abords, qui restitue librement la cour historique. En 2009 le site devient  La Cour des Images une association chargée de gérer les entreprises et associations installées sur le site de la Cartoucherie :
- Studio Folimage, créateur de films d’animation, séries télévisées, courts et longs métrages (La Prophétie des grenouilles, Mia et le Migou, Une vie de chat, etc.)
- Association L’Équipée, promotion et diffusion
- La Poudrière, école européenne du cinéma d’animation
- TeamTO, studio indépendant de création audiovisuelle
- L'ECAS, école d'animation 3d affiliée au studio TeamTo
- Toondra, site web VDO
- Citron Bien, Agence d'idées créatives transmédias
- Les Films du Nord, production de courts métrages d’animation d’auteu
- Les Ecrans, association régionale de cinémas indépendants
- Andarta Pictures, studio de production de films d'animation 2D

La Cartoucherie accueille des expositions et manifestations diverses (Rencontres de la Bande dessinée Valence Romans Agglo).

## Architecture
Le site actuellement visible, bâtiment principal, cheminée et entrepôts, ne constitue qu’une partie de l’ancienne usine, qui formait un quadrilatère fermé autour de la cour centrale. Les bâtiments annexes à l’est, ainsi que la seconde cheminée, ont disparu. Ils jouxtaient des champs devenus domaine du lycée agricole du Valentin, aujourd’hui majoritairement construits.
Le bâtiment central, long parallélépipède comportant deux pavillons surélevés à chaque extrémité, représente le type de l’architecture industrielle du XIXe siècle, inspiré des idées fouriéristes, simple et fonctionnelle.  Côté est, vers le haut de la parcelle, il présente un rez-de-chaussée et un étage, ouverts largement par une série de hautes baies en plein cintre, tandis que la façade ouest compte trois étages et un rez-de chaussée encaissé. Un bâtiment perpendiculaire de construction identique se raccorde à l’extrémité sud, tandis que de petits bâtiments annexes subsistent côté nord et côté est, délimitant une vaste cour parcourue de petits canaux. 
L’usine textile utilisait, pour actionner les machines d’impression des tissus, l’eau amenée par des conduites souterraines à une « roue hydraulique » encore existante. Par la suite, deux chaudières, chacune surmontée d’une haute cheminée (celle du côté est a disparu), fournissaient l’énergie nécessaire au fonctionnement de l’usine. 

### Gare
Au nord, se trouve le magasin à munitions, dit "La gare", formé de quatre longues travées communicantes réunies au sud par un quai surmonté d’un auvent, d’où les marchandises pouvaient être livrées et expédiées directement par une voie ferrée qui rejoignait la ligne Valence-Grenoble (et accédait à peu de distance à la ligne Paris-Marseille). Une voie étroite de type Decauville desservait ensuite l’usine elle-même. À côté de la gare, un grand bassin, alimenté par des sources, envoie à l’usine l’eau nécessaire par une canalisation à ciel ouvert, sorte de petit canal.

### Poudrière
La poudrière construite en 1878, isolée des autres installations, se trouve à l’extrémité nord de la parcelle, près du château d’eau (la poudrière est le lieu où l’on stocke la poudre et les matériaux explosifs, et non où on les fabrique).
Un arrêté préfectoral du 5 février 2003 classe les parties suivantes à l'inventaire supplémentaire des Monuments historiques et des Sites : le bâtiment principal de 1855, la cheminée de 30 mètres de haut, l'entrepôt de 1902, la poudrière de 1878, la gare, ainsi que le bassin avec ses annexes et canalisations.

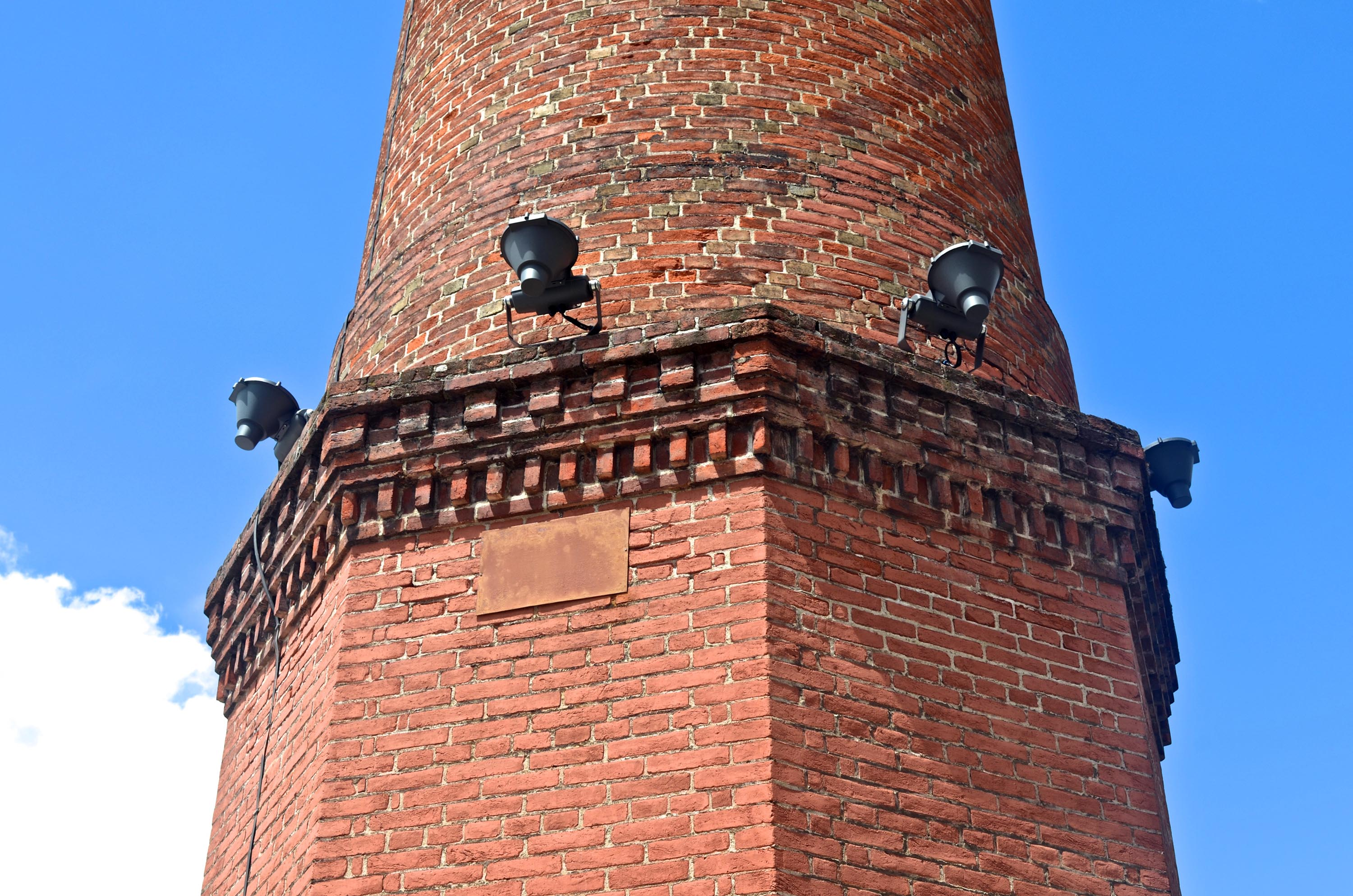
Base de la cheminée.
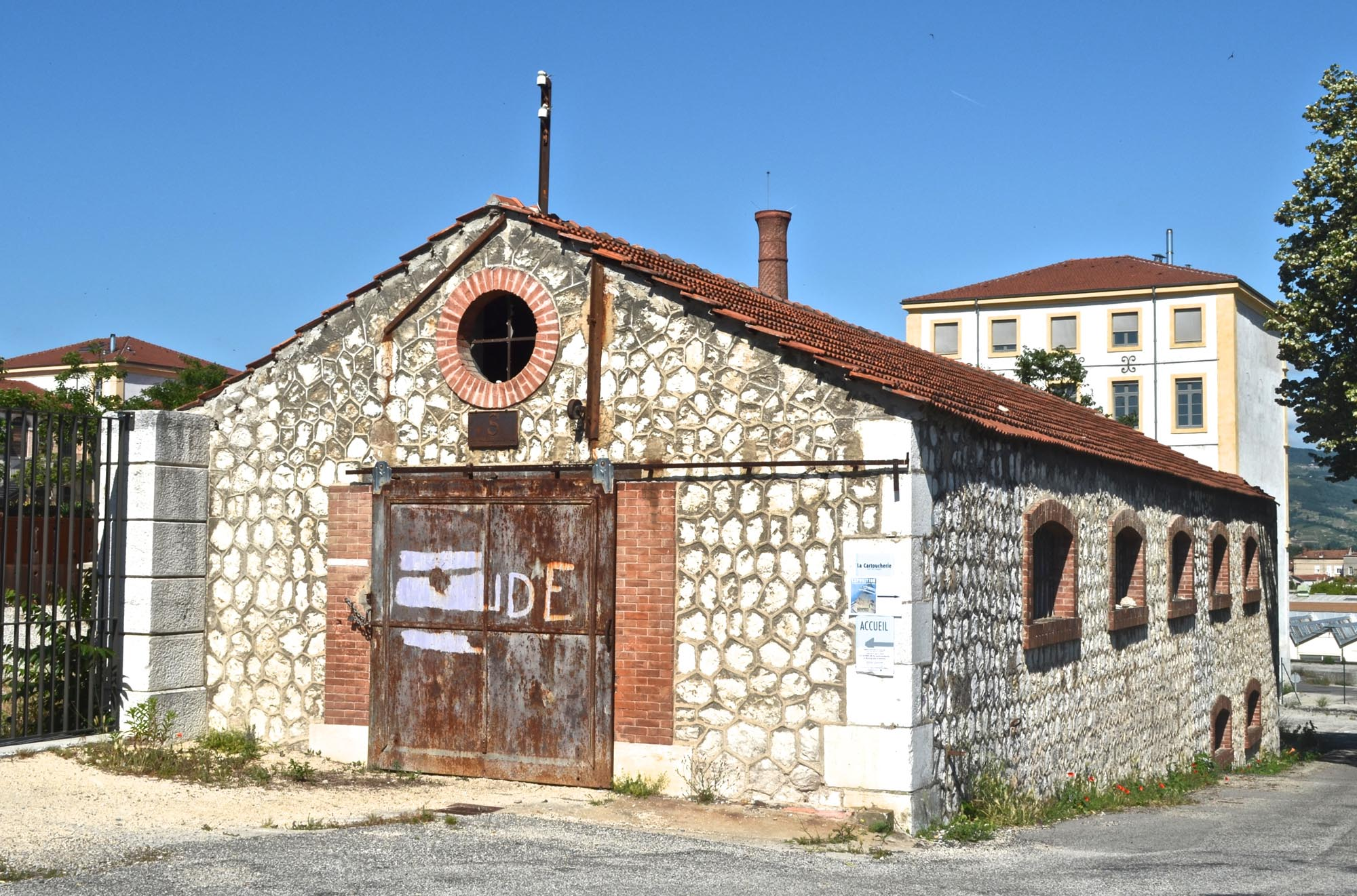
Entrepôt bâti en 1902.
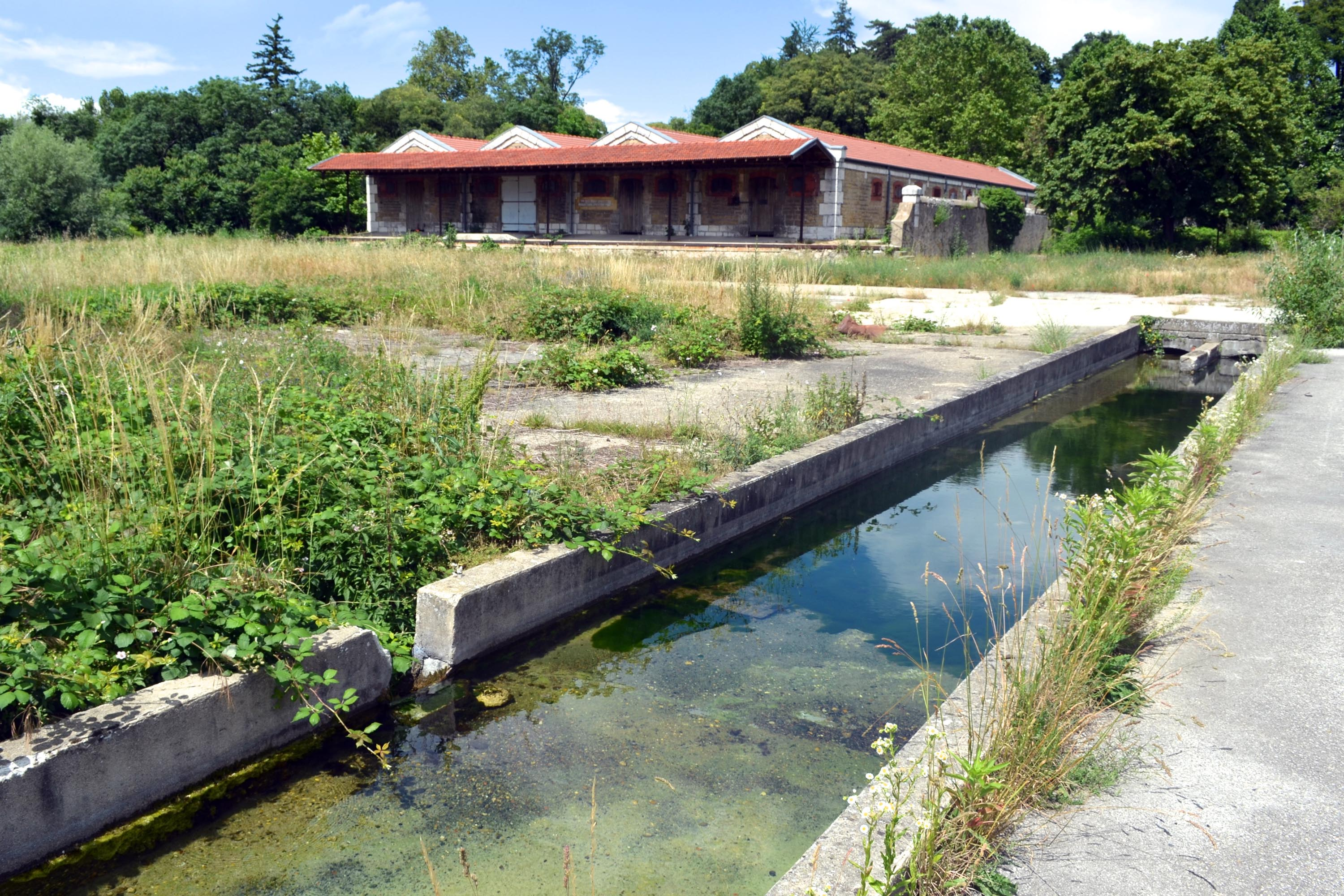
La gare militaire et une canalisation.
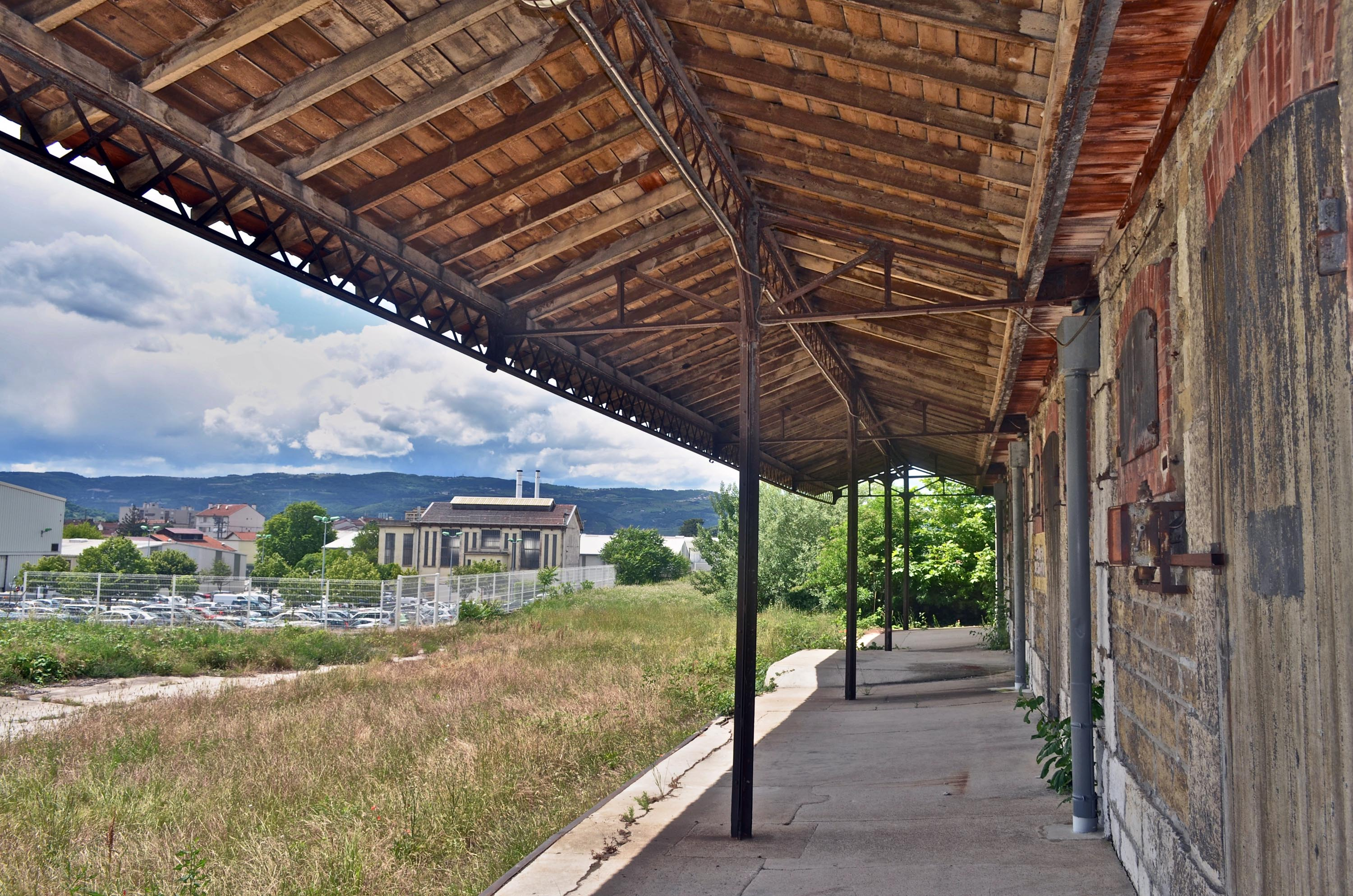
Le quai de la gare.
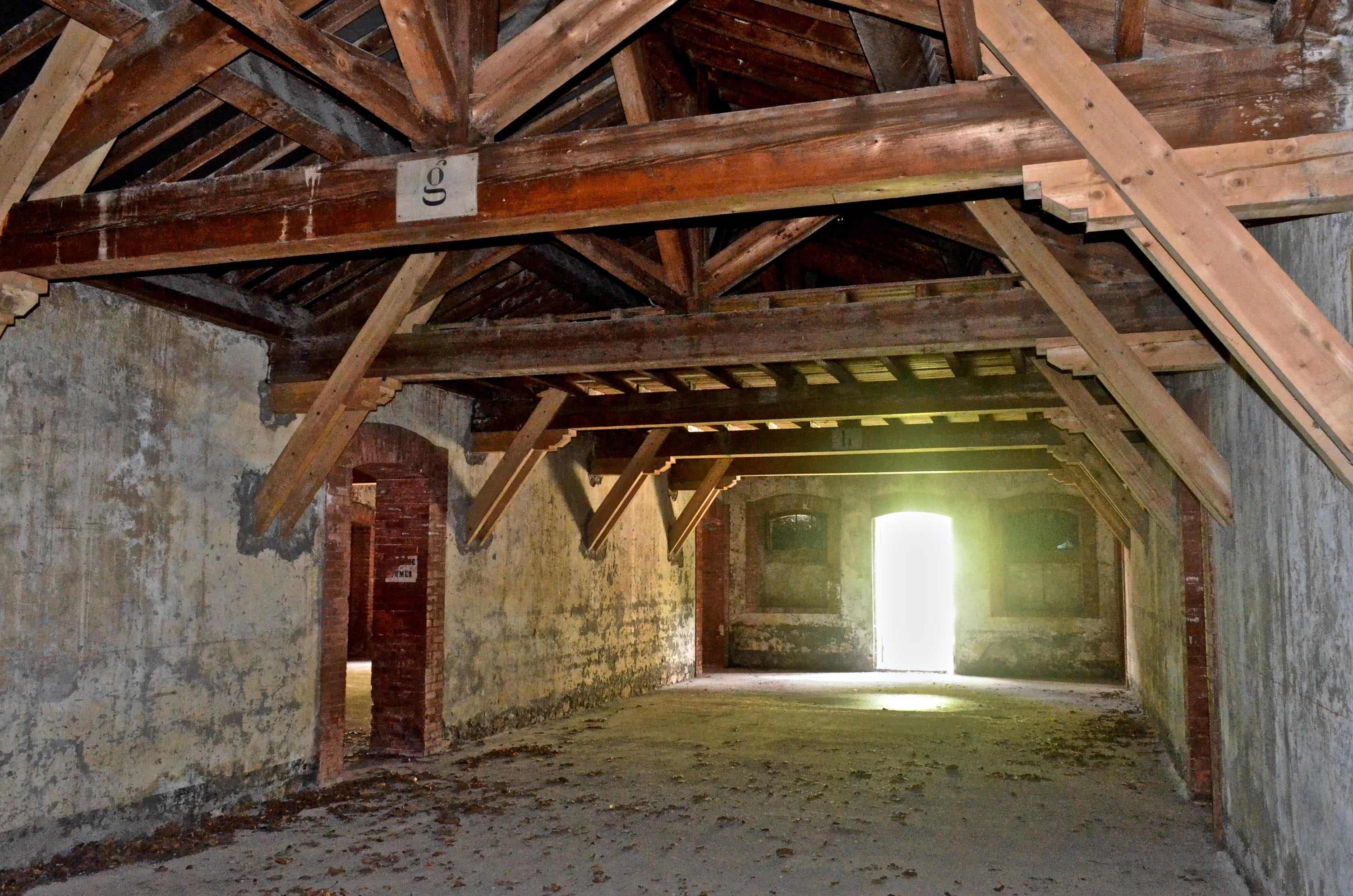
Intérieur de la gare.
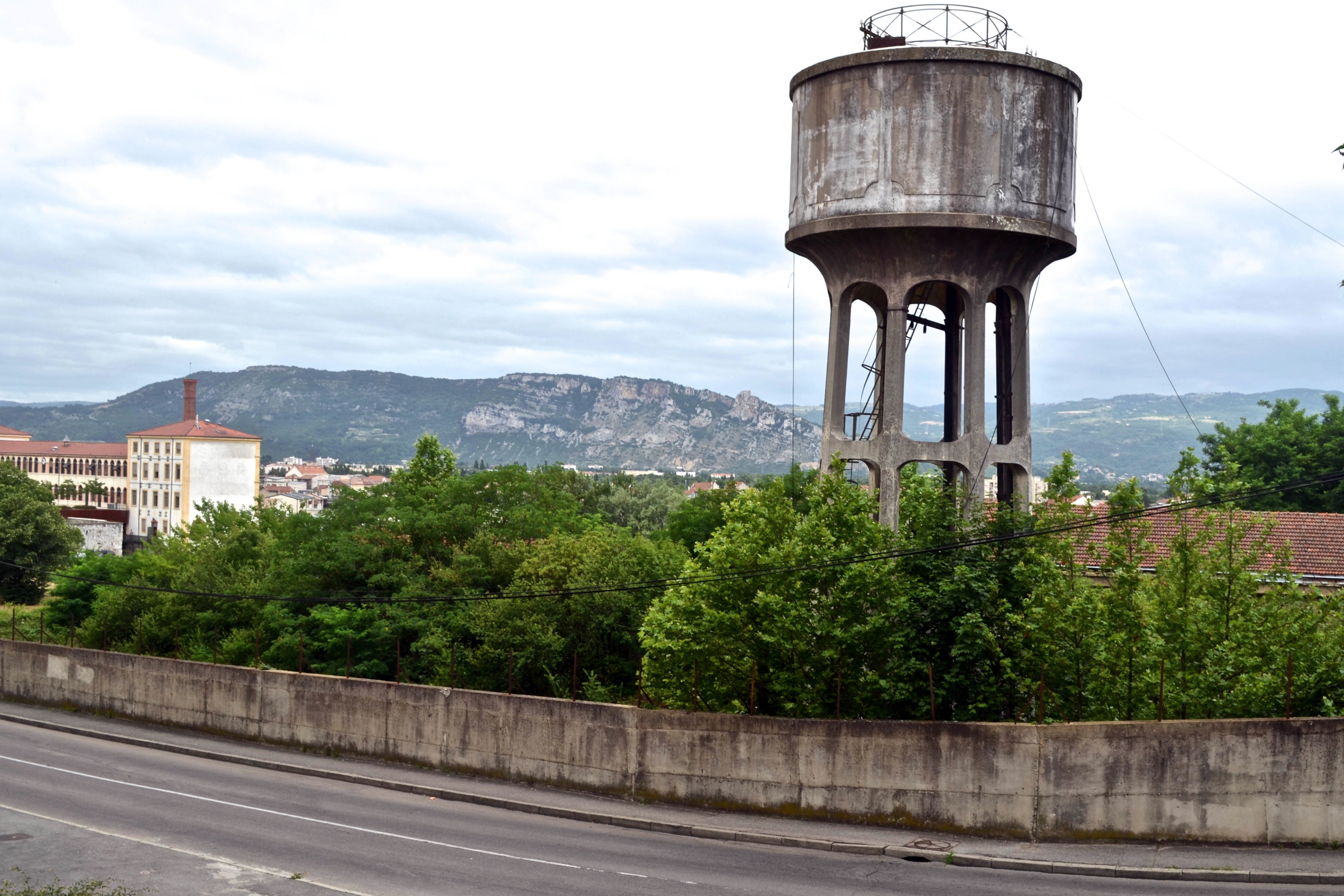
Le château d’eau (au fond, le château de Crussol).